# 晋州 (河北省)
晋州（しんしゅう）は、中国にかつて存在した州。元代から民国初年にかけて、現在の河北省石家荘市晋州市と衡水市北部に設置された。

## 概要
1215年（太祖10年）、モンゴル帝国により祁州鼓城県に晋州が置かれた。1238年（太宗10年）、晋州は鼓城等処軍民万戸府と改められた。1261年（中統2年）、鼓城等処軍民万戸府は晋州と改められた。元のとき、晋州は真定路に属し、鼓城・安平・饒陽・武強の4県を管轄した。
1369年（洪武2年）、明により鼓城県は廃止され、晋州に編入された。晋州は真定府に属し、安平・饒陽・武強の3県を管轄した。
1724年（雍正2年）、清により晋州は直隷州に昇格した。1734年（雍正12年）、晋州は正定府に転属し、属県を持たない散州となった。
1912年、中華民国により晋州は廃止され、晋県と改められた。